# 藏元 (琉球)
藏元，又寫作藏許，是琉球國第二尚氏王朝時期在宮古群島、八重山群島、久米島和奄美群島這些離島設置的各級地方政廳。
在地的最高官位為三人制：頭、座、方，其中頭為筆頭，座、方為負責部署官員（例如勘定座、系圖方）。向村與島各自派遣首里大屋子、與人、目差等役人進行統治。此外，琉球王府還派遣被稱作「在番」的役人，前來監督頭以下役人的工作，並對藏元進行行政管理。
藏元制度於1897年被廢止，取而代之的是間切役場。

## 各地的藏元
宮古群島自1525年起設置藏元，1535年增加平良、下地的頭職為二人制，1611年在砂川間切設置頭職，為三人制。1629年設置在番。
八重山群島自1524年起設置藏元，由西塘出任頭職。最初設置於竹富島，後因交通不便，於1543年遷到石垣島的大川村。1628年，在宮良、大濱、石垣三個間切設置頭職。1632年起，琉球王府向八重山派駐在番。1641年，改為由薩摩藩派駐大和在番。
久米島仲里間切的藏元位於久米島町真謝，被日本政府列為重要文化財。
奄美群島也設有藏元。笠利間切的藏元位於赤木名城之後，薩摩入侵琉球時，首里大屋子佐文為轉曾在此率眾據守藏元自衛。薩摩藩吞併奄美之後，沿襲了藏元制度。